# Puma Swede
Puma Swede, geboren als Johanna Jussinniemi (Stockholm, 13 september 1976) is een Zweedse pornoactrice. Ze is van Finse afkomst, aangezien haar ouders uit Finland komen. Ze is sinds 2004 een Amerikaanse staatsburger en woont in Puerto Rico. Ze is sinds 2005 actief in de porno-industrie.